# Mafwe
I Mafwe sono un popolo dell'Africa meridionale, residente principalmente nel Dito di Caprivi in Namibia, ma presente anche negli Stati limitrofi come Angola, Botswana e Zambia.

## Storia
L'origine dei Mafwe, nonostante paia essere abbastanza recente, rimane oscura. Non vi sono menzioni del popolo Mafwe nella storia dell'Africa meridionale prima della seconda metà del XIX secolo, e solo a partire dalla dominazione tedesca della Namibia l'etnia fu registrata come abitante della zona. I Mafwe sono strettamente imparentati con i Lozi, e probabilmente sono derivati da una scissione all'interno di quel popolo, o comunque dalla federazione di alcune tribù lozi minori verso la fine del XIX secolo.
La formazione dell'identità dei Mafwe fu incoraggiata dalle autorità tedesche proprio in chiave anti-Lozi, che all'epoca erano massicciamente esodati dal Dito di Caprivi. Essi poterono quindi dotarsi di propri capi tribali autonomi e divenire, assieme ai Subia, una delle principali etnie abitanti della riva occidentale del fiume Zambesi. Al 2023 in Namibia vivono più di 43 000 Mafwe, ma la loro presenza è attestata anche nei paesi confinanti dell'Angola, del Botswana e dello Zambia (sebbene non esistano dati precisi).

## Società e cultura
I Mafwe sono una società tribale, dove tradizionalmente vige il matriarcato, e dove quindi i titoli tribali vengono trasmessi per via materna. Il capotribù-re dei Mafwe è noto come Mamili.
Il popolo Mafwe tiene annualmente, di solito in ottobre e sito nel villaggio di Chinchimane, il festival di Lusata, grande evento culturale del Dito di Caprivi dove avvengono banchetti ed esibizioni artistiche di vario genere (danza, canto, teatro ecc.). Dal 2008 esiste inoltre il Museo a cielo aperto dei Mafwe, una grande struttura presso il villaggio di Singalamwe dove è possibile osservare il tradizionale stile di vita della popolazione.